# Rancho Viejo, Apaseo el Grande
Rancho Viejo är en ort i Mexiko.   Den ligger i kommunen Apaseo el Grande och delstaten Guanajuato, i den centrala delen av landet, 210 km nordväst om huvudstaden Mexico City. Rancho Viejo ligger 2 014 meter över havet och antalet invånare är 325.
Terrängen runt Rancho Viejo är kuperad, och sluttar söderut. Runt Rancho Viejo är det ganska tätbefolkat, med 149 invånare per kvadratkilometer. Närmaste större samhälle är Apaseo el Grande, 11,9 km söder om Rancho Viejo. Trakten runt Rancho Viejo består till största delen av jordbruksmark.